# 스콧 글렌
스콧 글렌(Scott Glenn, 1941년 1월 26일 ~ )은 미국의 배우이다.

## 출연 작품

### 영화
- 내쉬빌 (1975)
- 도시의 카우보이 (1980)
- 필사의 도전 (1983)
- 실버라도 (1985)
- 붉은 10월 (1990)
- 양들의 침묵 (1991)
- 분노의 역류 (1991)
- 앱솔루트 파워 (1997)
- 버티컬 리미트 (2000)
- 트레이닝 데이 (2001)
- 쉬핑 뉴스 (2001)
- 본 얼티메이텀 (2007)
- 나이트 인 로댄스 (2008)
- 본 레거시 (2012)
- 메이즈 헌터: 살인곰의 습격 (2015)

### 텔레비전
- 레프트오버 (2014-17)
- 데어데블 (2015-16)
- 디펜더스 (2017)